# کونستانس کولیر
کونستانس کولیر (انگلیسی: Constance Collier; ۲۲ ژانویهٔ ۱۸۷۸ – ۲۵ آوریل ۱۹۵۵) یک هنرپیشه اهل بریتانیا بود.

## هالیوود

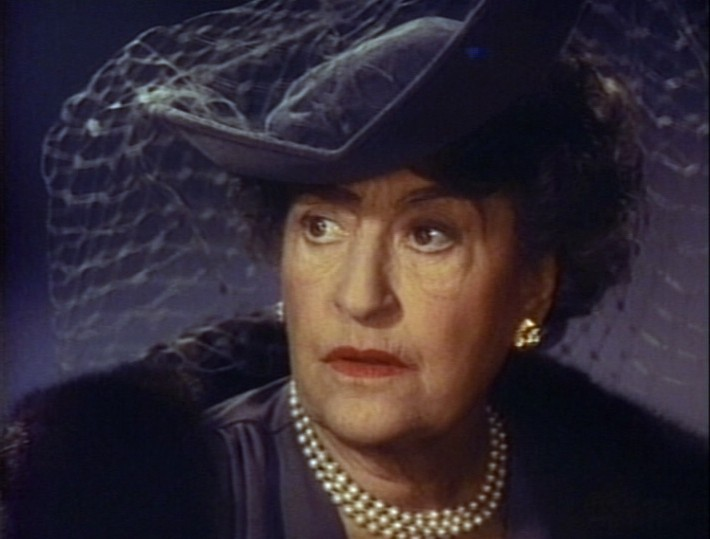
کولیر در تریلر فیلم طناب

در اواخر سال ۱۹۲۰ کونستانس کولیر، به هالیوود نقل مکان کرد و در این شهر، به یک مربی آموزش بازیگری همراه با صدا تبدیل شد. در طول این تغییرات پرهیاهو و روند تبدیل فیلم‌های صامت به فیلم‌های دارای صوت، بسیاری از بازیگران فیلم‌های صامت، برای فراگیری آموزش‌های مورد نیاز برای ایفای در فیلم‌های دارای صوت، تلاش‌های بسیار گوناگونی کردند. کوین براون، یکی از تاریخ نگاران سینما، در سری برنامه‌های هالیوود که در سال ۱۹۸۰ پخش می‌شد، در گفتگویی با کولن مور، به موضوع عصر فیلم‌های صامت پرداخته‌است. کولن مور در این برنامه می‌گوید که درس‌های راجع به نمایشنامه‌های صوتی را از یک بانوی بسیار مشهور فرا گرفته‌است و این بانو، کسی جز کونستانس کولیر نبوده‌است. کولیر، با این وجود، به حفظ روابطش با برادوی کوشید و در سال ۱۹۳۰ در چندین نمایشنامه به ایفای نقش پرداخت. در سال ۱۹۳۲ کنسانتس کولیر، به عنوان یک ستاره در نقش کارلوتا در تولید نسخه اصلی کمدی «شام در ساعت هشت»، ساخته جرج اس. کافمن و ادنا فربر خوش درخشید؛ در حالی که این نقش در نسخه‌ای دیگر از این فیلم که در سال ۱۹۳۳ توسط ماری درسلر ایفا شده بود.
در طول ساخت نسخه فیلم در صحنه، او با افراد زیادی، از جمله کاترین هپبورن، وارد رابطه دوستی شد؛ روابطی محکم که وی تا پایان عمر به این روابط متعهد بود.
وی برای خدمات برجسته اش در آموزش بازیگران و در هدایت و راهنمایی آن‌ها در نقش‌هایی که در فیلم‌های متعدد بر عهده داشته‌اند، در جشنواره شکسپیر ایالات متحده آمریکا موفق به دریافت جایزه افتخاری شد. کولیر مربی درام بازیگران بسیاری از معروف، از جمله آدری هپبورن، ویوین لی و مرلین مونرو بوده‌است و در سن ۵۰ سالگی نیز، در تور جهانی کاترین هپبورن به عنوان مربی راهنما حضور داشته‌است. کولیر یکی از ستارگان بزرگ پیاده‌رو شهرت هالیوود است.

## مرگ
ازدواج وی با ال. استرانگ فرزندی در برنداشت و او بعد از مرگ همسرش هرگز ازدواج نکرد. او در ۲۵ آوریل سال ۱۹۵۵ در سن ۷۷ به مرگ طبیعی در منهتن درگذشت.

## فیلم‌شناسی
از فیلم‌ها یا برنامه‌های تلویزیونی که وی در آن نقش داشته‌است، می‌توان به طناب، تعصب، آنا کارنینا و مخاطرات پائولین اشاره کرد.